# 尤金 (佛羅里達州)
尤金（英語：Eugene）是位於美國佛羅里達州迪克西縣的一個非建制地區。該地的面積和人口皆未知。

## 地理
尤金的座標為29°36′42″N 83°05′16″W / 29.61167°N 83.08778°W，而該地的平均海拔高度為12米（即39英尺）。